# Opogona scaphopis
Opogona scaphopis es una especie de insecto lepidóptero del género Opogona, familia Tineidae. Fue descrita por Edward Meyrick en 1909.